# جون (لبنان)
جون (به عربی: جون) یک منطقهٔ مسکونی در لبنان است که در استان جبل لبنان واقع شده‌است. جون ۱۲٫۴۶ کیلومتر مربع مساحت دارد ۴۰۶ متر بالاتر از سطح دریا واقع شده‌است.